# Little Scream
Laurel Sprengelmeyer (née en Iowa), mieux connue sous le nom de scène Little Scream, est une musicienne et multi-instrumentiste américaine résidant à Montréal, au Québec, Canada.

## Biographie
Laurel Sprengelmeyer naît en Iowa, où elle étudie le piano et le violon pendant son enfance. Après avoir déménagé à Montréal, elle rencontre des musiciens canadiens de renom, notamment Arcade Fire, Thee Silver Mt. Zion et The National, qui collaborent plus tard à son premier album. Little Scream est également une artiste plasticienne, qui a réalisé sa propre peinture à l'huile sur la pochette de The Golden Record
Son premier album, The Golden Record, sort le 15 mars 2011 chez Outside Music au Canada et Secretly Canadian ailleurs. Son style musical est décrit comme un mélange de folk, de pop et d'art rock. The Golden Record est coproduit par Richard Parry, d'Arcade Fire, et nommé sur la liste longue du prix de musique Polaris 2011. Little Scream fait partie de la programmation 2011 du festival MusicNOW.
Avant d'enregistrer en solo sous le nom de Little Scream, Laurel Sprengelmeyer participe au chant de l'album High Violet de The National.
En janvier 2016, Little Scream rejoint Merge Records et Dine Alone Records (Canada) et annonce la sortie d'un LP plus tard dans l'année. Le premier single, Love as a Weapon, est dévoilé le 10 février 2016, et l'album Cult Following est publié le 6 mai 2016.
Little Scream est l'une des artistes figurant sur la compilation Day of the Dead de la Red Hot Organization, produite par Aaron et Bryce Dessner de The National, reprenant Brokedown Palace de Grateful Dead aux côtés de Richard Reed Parry d'Arcade Fire, Caroline Shaw et Garth Hudson. 

## Discographie
- 2011 : The Golden Record
- 2016 : Cult Following
- 2019 : Speed Queen